# Ozero Tjornoje (sjö i Belarus, Mahiljoŭs voblast)
Ozero Tjornoje (ryska: Озеро Чёрное) är en sjö i Belarus.   Den ligger i voblasten Mahiljoŭs voblast, i den centrala delen av landet, 130 km öster om huvudstaden Minsk. Ozero Tjornoje ligger 179 meter över havet. Arean är 0,44 kvadratkilometer. Den sträcker sig 0,7 kilometer i nord-sydlig riktning, och 1,0 kilometer i öst-västlig riktning.
I omgivningarna runt Ozero Tjornoje växer i huvudsak blandskog. Runt Ozero Tjornoje är det glesbefolkat, med 17 invånare per kvadratkilometer.